# Wilson Ramos
Wilson Abraham Ramos Campos (ur. 10 sierpnia 1987) – wenezuelski baseballista występujący na pozycji łapacza w New York Mets.

## Przebieg kariery

### Minnesota Twins
W lipcu 2004 podpisał kontrakt jako wolny agent z Minnesota Twins. Zawodową karierę rozpoczął w 2006 roku w GCL Twins (poziom Rookie). Następnie w 2007 grał w Beloit Snappers (Class A), a w 2008 w Fort Myers Miracle (Class A-Advanced). W 2009 był zawodnikiem GCL Twins i New Britain Rock Cats (Double-A).
Sezon 2010 rozpoczął od występów w Rochester Red Wings. 1 maja 2010, ze względu na kontuzję Joego Mauera, został powołany do 40-osobowego składu Minnesota Twins i dzień później zadebiutował w Major League Baseball w meczu przeciwko Cleveland Indians, w którym zaliczył cztery odbicia, zostając pierwszym zawodnikiem Twins od 1984 roku, kiedy Kirby Puckett dokonał tego w debiucie. 13 maja 2010 powrócił do Rochester.

### Washington Nationals
29 lipca 2010 w ramach wymiany zawodników przeszedł do Washington Nationals i został przydzielony do Syracuse Chiefs (Triple-A). W Nationals zadebiutował 19 sierpnia 2010 w meczu z Atlanta Braves. Trzy dni później został odesłany do Syracuse. Ponownie powołanie na występy w MLB otrzymał 1 września 2010, a tydzień później w meczu z New York Mets zdobył pierwszego home runa w barwach Nationals.
W sezonie 2011 został wybrany przez magazyn Baseball America do All-Rookie Team, a w głosowaniu na najlepszego debiutanta w National League zajął 4. miejsce. 12 maja 2012 w meczu z Houston Astros doznał kontuzji prawego kolana, co wykluczyło go z gry do końca sezonu. W sezonie 2013 grał w pierwszym składzie na przemian z Kurtem Suzuki.
31 marca 2014 w meczu otwarcia sezonu zasadniczego przeciwko New York Mets, podczas próby złapania piłki, doznał złamania lewej ręki, przez co zmuszony był pauzować przez miesiąc. W lipcu 2016 został po raz pierwszy powołany do NL All-Star Team. W tym samym roku został wyróżniony spośród łapaczy, otrzymując po raz pierwszy w swojej karierze Silver Slugger Award.

### Tampa Bay Rays
12 grudnia 2016 podpisał dwuletni kontrakt wart 12,5 miliona dolarów z Tampa Bay Rays.

### Philadelphia Phillies
31 lipca 2018 w ramach wymiany przeszedł do Philadelphia Phillies.

### New York Mets
18 grudnia 2018 podpisał dwuletni kontrakt z New York Mets.

## Nagrody i wyróżnienia
| Nagroda/wyróżnienie  | Lata       | Źródło       |
| 2× All-Star          | 2016, 2018 | [ 1 ] [ 12 ] |
| Silver Slugger Award | 2016       | [ 13 ]       |